# Lamiss Khakzadeh
Lamiss Khakzadeh (* 1975 in Salzburg) ist eine österreichische Juristin.

## Leben
Nach der Matura 1994 am Akademischen Gymnasium in Salzburg studierte sie ab 1994 an der Universität Innsbruck Rechtswissenschaften, Anglistik/Amerikanistik und Spanisch (Sie absolvierte 1996–1997 einen Erasmusaufenthalt an der Universidad de Santiago de Compostela). Nach der Sponsion 1999 zur Mag. iur. und der Promotion 2000 zum Dr. iur. war sie von 2007 bis 2010 Inhaberin einer vom FWF geförderte Elise-Richter-Stelle. Nach der Habilitation 2010 (Lehrbefugnis für die Fächer Verfassungs- und Verwaltungsrecht) ist sie seit 2010 außerordentliche Universitätsprofessorin. Das Thema ihrer Habilitationsschrift lautet „Die Grundrechte in der Judikatur des Obersten Gerichtshofs“.
2019 war sie Gastprofessorin an der Wirtschaftsuniversität Wien. Seit 2022 ist sie stellvertretende Rechtsschutzbeauftragte beim Bundesministerium für Inneres. Auch 2022 erfolgte die Ernennung zur Universitätsprofessorin für Österreichisches Verfassungs- und Verwaltungsrechts.
Ihre Forschungsschwerpunkte sind Grundrechte, Verwaltungsverfahren und Rechtsschutz.

## Schriften (Auswahl)
- Rechtsfragen des Lawinenschutzes. Wien 2004, ISBN 3-7083-0179-X.
- Die Grundrechte in der Judikatur des Obersten Gerichtshofs. Wien 2011, ISBN 978-3-7091-0269-5.
- mit Sebastian Schmid und Karl Weber (Hg.): Interessenabwägung und Abwägungsentscheidungen. Wien 2014, ISBN 978-3-7046-6771-7
- mit Manfred Büchele, Michael Ganner, Peter G. Mayr, Gert-Peter Reissner und Alexander Schopper (Hg.):  Aktuelle Rechtsfragen im Fußballsport. Wien 2015, ISBN 978-3-7046-6784-7.
- mit Arno Kahl und Sebastian Schmid (Hg.): Kommentar zum Bundesverfassungsrecht – B-VG und Grundrechte. Wien 2021, ISBN 978-3-7097-0255-0.
- elements Verfassungsrecht. Wien 2022, ISBN 978-3-7046-8924-5.